# Головко Анатолій Іванович
Анато́лій Іва́нович Головко́ (22 червня 1954, село Новопавлівка, Барвінківський район, Харківська область — 19 березня 2021, місто Київ) — український політик, діяч металургійної промисловості. Міністр промислової політики України у 2006–2007.

## Життєпис

Могила Анатолія Головка, Байкове кладовище

Народився у селі Новопавлівка, Барвінківський район, Харківська область.
У вересні 1971 — червні 1976 року — студент Краматорського індустріального інституту (Донецька область), за фахом інженер-механік, спеціальність «Устаткування та технологія зварювального виробництва».
У серпні — жовтні 1976 року — котельник 4-го розряду ремонтно-механічного цеху Нікопольського заводу феросплавів (Дніпропетровська область).
У листопаді 1976 — листопаді 1977 року — служба в лавах Радянської армії (Білоруський військовий округ, БРСР).
У лютому — серпні 1978 року — старший інженер планово-розподільчого бюро ремонтно-механічного цеху, у серпні 1978 — серпні 1980 року — старший інженер, заступник начальника ремонтно-механічного цеху, у вересні 1980 — червні 1984 року — старший інженер відділу головного механіка, помічник начальника плавильного цеху № 1 з механічного устаткування, у червні 1984 — лютому 1985 року — заступник головного механіка, у лютому 1985 — січні 1994 року — головний механік, у січні — березні 1994 року — заступник директора з комерційних і фінансових питань Нікопольського заводу феросплавів Дніпропетровської області. У березні 1994 — січні 2000 року — заступник голови правління з комерційних і фінансових питань ВАТ «Нікопольський завод феросплавів» Дніпропетровської області.
У березні — липні 2000 року — начальник сектору феросплавів у представництві компанії «Єуропієн Трейдінг Груп» (м. Запоріжжя).
У липні 2000 — липні 2002 року — генеральний директор Українського промислово-інвестиційного консорціуму «Металургія» (м. Запоріжжя).
У серпні 2002 — січні 2003 року — радник-консультант з машинобудівного комплексу в представництві компанії «Єуропієн Трейдінг Груп» (м. Запоріжжя).
У грудні 2003 — травні 2005 року — радник із зовнішньоекономічних зв'язків представництва акціонерного товариства «Група Енергетичний стандарт» (Швейцарія) у місті Москві (Російська Федерація).
У травні — грудні 2005 року — 1-й заступник голови Запорізької обласної державної адміністрації. 8 листопада — 8 грудня 2005 року — виконувач обов'язків голови Запорізької обласної державної адміністрації.
У січні — серпні 2006 року — радник із зовнішньоекономічних зв'язків представництва акціонерного товариства «Група Енергетичний стандарт» (Швейцарія) у місті Києві.
4 серпня 2006 — 18 грудня 2007 року — міністр промислової політики України.
Після 2008 року завершив політичну кар'єру. Помер на 67-му році життя 19 березня 2021 року в Києві. Похований на Байковому кладовищі (ділянка № 33, 50°25′9.53″ пн. ш. 30°30′12.84″ сх. д. / 50.4193139° пн. ш. 30.5035667° сх. д.).

## Родина
Був одружений, виховав двох дітей.

## Нагороди
- Нагороджений Почесною грамотою Президії Верховної Ради УРСР (1991).
- Лауреат Державної премії України в галузі науки і техніки (1999)[3].